# 温泉施設が併設されている道の駅一覧
温泉施設が併設されている道の駅一覧（おんせんしせつがへいせつされているみちのえきいちらん）は、温泉施設がある道の駅を地方別に並べた一覧である（足湯を含む）。

## 北海道地方
- 道の駅うたしないチロルの湯（歌志内市）
- 道の駅ガーデンスパ十勝川温泉（河東郡音更町）
- 道の駅鐘のなるまち・ちっぷべつ（雨竜郡秩父別町）
- 道の駅かみゆうべつ温泉チューリップの湯（紋別郡湧別町）
- 道の駅サンフラワー北竜（雨竜郡北竜町）
- 道の駅しほろ温泉（河東郡士幌町）
- 道の駅しんしのつ（石狩郡新篠津村）
- 道の駅忠類（中川郡幕別町）
- 道の駅275つきがた（樺戸郡月形町）
- 道の駅パパスランドさっつる（斜里郡清里町）
- 道の駅びふか（中川郡美深町）
- 道の駅風Wとままえ（苫前郡苫前町）
- 道の駅ほっと♡はぼろ（苫前郡羽幌町）
- 道の駅摩周温泉（川上郡弟子屈町）
- 道の駅むかわ四季の館（勇払郡むかわ町）
- 道の駅森と湖の里ほろかない（雨竜郡幌加内町）
- 道の駅☆ロマン街道しょさんべつ（苫前郡初山別村）
- 道の駅阿寒丹頂の里（釧路市）
- 道の駅三笠（三笠市）

## 東北地方

### 青森県
- 道の駅浅虫温泉（青森市）
- 道の駅いかりがせき（平川市）

### 岩手県
- 道の駅雫石あねっこ（岩手郡雫石町）
- 道の駅とうわ（花巻市）

### 宮城県
- 道の駅上品の郷（石巻市）

### 秋田県
- 道の駅岩城（由利本荘市）
- 道の駅おおうち（由利本荘市）
- 道の駅象潟（にかほ市）
- 道の駅てんのう（潟上市）
- 道の駅にしめ（由利本荘市）
- 道の駅東由利（由利本荘市）
- 道の駅やたて峠（大館市）

### 山形県
- 道の駅庄内みかわ（東田川郡三川町）
- 道の駅鳥海（飽海郡遊佐町）
- 道の駅にしかわ（西村山郡西川町）

### 福島県
- 道の駅きらら289（南会津郡南会津町）
- 道の駅喜多の郷（喜多方市）
- 道の駅ならは（双葉郡楢葉町）

## 関東地方
東京都、神奈川県には存在せず。

### 茨城県
- 道の駅いたこ（潮来市）※足湯のみ
- 道の駅奥久慈だいご（久慈郡大子町）

### 栃木県
- 道の駅うつのみや ろまんちっく村（宇都宮市）
- 道の駅きつれがわ（さくら市）
- 道の駅どまんなか たぬま（佐野市）※足湯のみ
- 道の駅はが（芳賀郡芳賀町）
- 道の駅湯西川（日光市）
- 道の駅たかねざわ 元気あっぷむら（塩谷郡高根沢町）

### 群馬県
- 道の駅赤城の恵（前橋市）
- 道の駅あがつま峡（吾妻郡東吾妻町）
- 道の駅あぐりーむ昭和（利根郡昭和村）※足湯のみ
- 道の駅尾瀬かたしな（利根郡片品村）※足湯のみ
- 道の駅六合（吾妻郡中之条町）
- 道の駅白沢（沼田市）
- 道の駅中山盆地（吾妻郡高山村）
- 道の駅ふじみ（前橋市）
- 道の駅みなかみ水紀行館（利根郡みなかみ町）※足湯のみ
- 道の駅八ッ場ふるさと館（吾妻郡長野原町）※足湯のみ
- 道の駅よしおか温泉（北群馬郡吉岡町）

### 埼玉県
- 道の駅大滝温泉（秩父市）
- 道の駅両神温泉薬師の湯（秩父郡小鹿野町）

### 千葉県
- 道の駅三芳村（南房総市）※足湯のみ
- むつざわスマートウェルネスタウン・道の駅・つどいの郷（長生郡睦沢町）

## 中部地方

### 新潟県
- 道の駅朝日（村上市）
- 道の駅うみてらす名立（上越市）
- 道の駅越後川口（長岡市）
- 道の駅国上（燕市）
- 道の駅じょんのびの里高柳（柏崎市）
- 道の駅関川（岩船郡関川村）
- 道の駅クロス10十日町（十日町市）
- 道の駅ちぢみの里おぢや（小千谷市）
- 道の駅みつまた（南魚沼郡湯沢町）
- 道の駅よしかわ杜氏の郷（上越市）

### 富山県
- 道の駅氷見（氷見市）

### 石川県
- 道の駅倶利伽羅 源平の郷（河北郡津幡町）
- 道の駅ころ柿の里しか（羽咋郡志賀町）
- 道の駅山中温泉 ゆけむり健康村（加賀市）
- 道の駅のと千里浜（羽咋市）※足湯のみ

### 福井県
- 道の駅越前（丹生郡越前町）
- 道の駅シーサイド高浜（大飯郡高浜町）
- 道の駅禅の里（吉田郡永平寺町）

### 山梨県
- 道の駅こぶちさわ（北杜市）
- 道の駅たばやま（北都留郡丹波山村）
- 道の駅にらさき（韮崎市）
- 道の駅こすげ（北都留郡小菅村）

### 長野県
- 道の駅小谷（北安曇郡小谷村）
- 道の駅信州平谷（下伊那郡平谷村）
- 道の駅信州蔦木宿（諏訪郡富士見町）
- 道の駅遠山郷（温泉は休業中）（飯田市）
- 道の駅ぽかぽかランド美麻（大町市）
- 道の駅マルメロの駅ながと（小県郡長和町）
- 道の駅みまき（東御市）

### 岐阜県
- 道の駅うすずみ桜の里・ねお（温泉は休業中）（本巣市）
- 道の駅古今伝授の里やまと（郡上市）
- 道の駅桜の郷 荘川（高山市）
- 道の駅月見の里 南濃　※足湯のみ（海津市）
- 道の駅みのかも（美濃加茂市）
- 道の駅飛騨金山ぬく森の里温泉（下呂市）
- 道の駅飛騨白山（大野郡白川村）
- 道の駅平成（関市）※足湯のみ
- 道の駅星のふる里ふじはし（揖斐郡揖斐川町）
- 道の駅馬瀬 美輝の里（下呂市）
- 道の駅池田温泉（揖斐郡池田町）

### 静岡県
- 道の駅伊東マリンタウン（伊東市）
- 道の駅川根温泉（島田市）
- 道の駅くるら戸田（沼津市）
- 道の駅下賀茂温泉 湯の花（賀茂郡南伊豆町）
- 道の駅すばしり（駿東郡小山町）※足湯のみ
- 道の駅花の三聖苑伊豆松崎（賀茂郡松崎町）

### 愛知県
- 道の駅どんぐりの里いなぶ（豊田市）
- 道の駅もっくる新城（新城市）※足湯のみ

## 近畿地方
大阪府には存在せず

### 三重県
- 道の駅飯高駅（松阪市）

### 滋賀県
- 道の駅伊吹の里（米原市）

### 京都府
- 道の駅スプリングスひよし（南丹市）
- 道の駅農匠の郷やくの（福知山市）※2021年より温泉施設休館

### 兵庫県
- 道の駅あいおい白龍城（相生市）
- 道の駅神鍋高原（豊岡市）
- 道の駅但馬楽座（養父市）
- 道の駅福良（南あわじ市）※足湯のみ
- 道の駅ようか但馬蔵（養父市）※足湯のみ、近くに入浴施設あり。
- 道の駅よかわ（三木市）

### 奈良県
- 道の駅伊勢本街道 御杖（宇陀郡御杖村）
- 道の駅杉の湯 川上（吉野郡川上村）
- 道の駅十津川郷（吉野郡十津川村）
- 道の駅針T・R・S（奈良市）

### 和歌山県
- 道の駅おくとろ（東牟婁郡北山村）
- 道の駅椿はなの湯（西牟婁郡白浜町）
- 道の駅なち（東牟婁郡那智勝浦町）

## 中国地方
岡山県には存在せず。

### 鳥取県
- 道の駅西いなば気楽里（鳥取市）※足湯のみ

### 島根県
- 道の駅津和野温泉なごみの里（鹿足郡津和野町）
- 道の駅むいかいち温泉（鹿足郡吉賀町）
- 道の駅湯の川（出雲市）

### 広島県
- 道の駅スパ羅漢（廿日市市）
- 道の駅豊平どんぐり村（山県郡北広島町）
- 道の駅ふぉレスト君田（三次市）

### 山口県
- 道の駅阿武町（阿武郡阿武町）
- 道の駅おふく（美祢市）
- 道の駅願成就温泉（山口市）
- 道の駅蛍街道西ノ市（下関市）

## 四国地方

### 徳島県
- 道の駅大歩危（三好市）
- 道の駅宍喰温泉（海部郡海陽町）
- 道の駅にしいや（三好市）
- 道の駅日和佐（海部郡美波町）
- 道の駅もみじ川温泉（那賀郡那賀町）

### 香川県
- 道の駅香南楽湯（高松市）
- 道の駅ことなみ（仲多度郡まんのう町）
- 道の駅たからだの里さいた（三豊市）
- 道の駅とよはま（観音寺市）
- 道の駅ふれあいパークみの（三豊市）

### 愛媛県
- 道の駅霧の森（四国中央市）
- 道の駅小松オアシス（西条市）
- 道の駅津島やすらぎの里（宇和島市）
- 道の駅マイントピア別子（新居浜市）

### 高知県
- 道の駅木の香（吾川郡いの町）
- 道の駅土佐和紙工芸村（吾川郡いの町）
- 道の駅ゆすはら（高岡郡檮原町）

## 九州・沖縄地方
長崎県、沖縄県には存在せず。

### 福岡県
- 道の駅おおとう桜街道（田川郡大任町）

### 佐賀県
- 道の駅うれしの まるく（嬉野市）※手湯・足湯のみ

### 熊本県
- 道の駅有明（天草市）
- 道の駅大野温泉（葦北郡芦北町）
- 道の駅きくすい（玉名郡和水町）
- 道の駅子守唄の里五木（球磨郡五木村）
- 道の駅不知火（宇城市）（2020年より温泉施設休館）
- 道の駅そよ風パーク（上益城郡山都町）
- 道の駅東陽（八代市）
- 道の駅美里「佐俣の湯」（下益城郡美里町）
- 道の駅水辺プラザかもと（山鹿市）

### 大分県
- 道の駅ながゆ温泉（竹田市）
- 道の駅やよい（佐伯市）

### 宮崎県
- 道の駅日向（日向市）
- 道の駅ゆ〜ぱるのじり（小林市）

### 鹿児島県
- 道の駅おおすみ弥五郎伝説の里（曽於市）
- 道の駅喜入（鹿児島市）
- 道の駅くにの松原おおさき（曽於郡大崎町）
- 道の駅たるみず（垂水市）
- 道の駅樋脇（薩摩川内市）